# Come sono buoni i bianchi!
Come sono buoni i bianchi! è un film del 1988 diretto da Marco Ferreri.

## Trama
Le grottesche avventure di un gruppo di europei che intende portare aiuti ai bambini affamati del Sahel.